# بيلي جورج (لاعب جمباز فني)
بيلي جورج (بالإنجليزية: Billy George)‏ هو لاعب جمباز فني بريطاني، ولد في 4 أبريل 1991 في باتلي في المملكة المتحدة.